# Pomnik Artylerii Polskiej w Toruniu
Pomnik Artylerii Polskiej w Toruniu – instalacja artystyczna upamiętnia polskich artylerzystów z armii Księstwa Warszawskiego, którzy walczyli w obronie Torunia w 1809 i 1813 roku. Znajduje się na pl. Artylerii Polskiej, w pobliżu al. Jana Pawła II i ul. Wały gen. Sikorskiego.
Początki budowy pomnika sięgają 1 grudnia 1946 roku, kiedy to przy udziale władz miasta i wojska wmurowano kamień węgielny pod jego budowę. Wykonanie projektu pomnika powierzono studentowi Wydziału Sztuk Pięknych UMK J. Markiewiczowi. Zrezygnowano z budowy pomnika gdy uznano, że zebrana kwota nie wystarczy na jego wykonanie. Do realizacji pomnika Artylerii Polskiej już w innej formie i lokalizacji doszło w 1980 roku na placu Zwycięstwa, zaś w pierwotnym miejscu w 1972 roku ustawiono instalację artystyczną według projektu rzeźbiarza Henryka Siwickiego. Przedstawia ona dwie lufy z XVIII lub początku XIX w. ustawione na kamiennym postumencie.